# バール (工具)

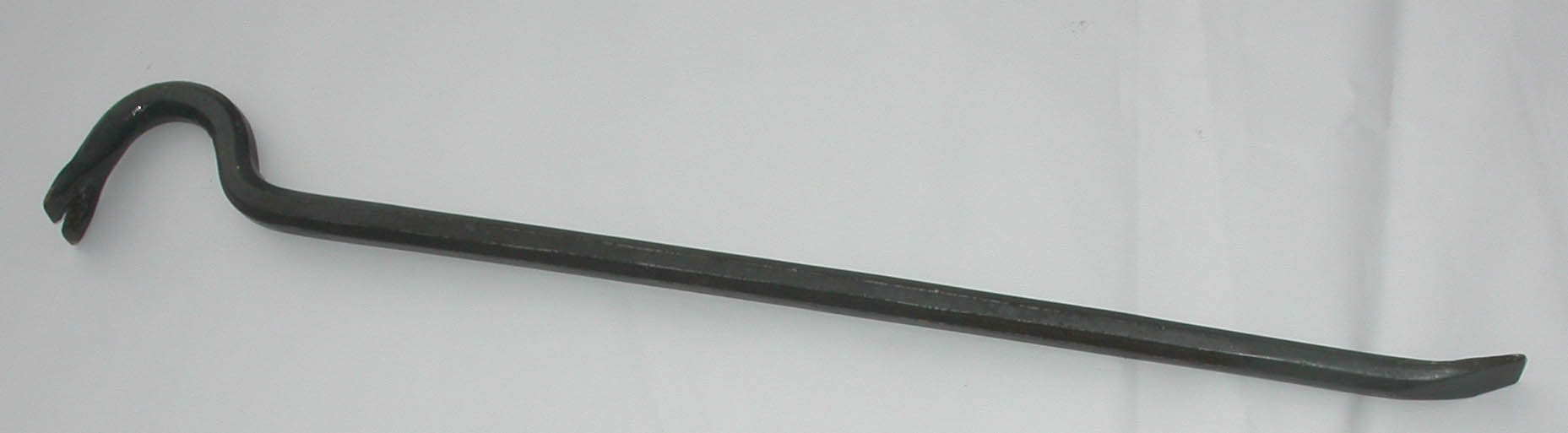
平バール

バール（bar、バー）または鉄梃（かなてこ)は、てことして利用する主に鉄製の棒状の道具（工具）。
L字型をしており釘を抜く機能を備えたものは、「釘抜き」（ネイルプーラー）にも属する。
プライバーとも呼ばれる。

## 釘抜き
釘抜きは、てこを利用する棒（bar）と「やっとこ」（pincer）の二種類のタイプがある。

### 日本の釘抜き
江戸時代までは、断面の四角い「和くぎ」を使用していた。和くぎは、やっとこの一種の「えんま」という道具で四角い頭部を挟んでねじりながら引き抜いていた。「えんま」は、閻魔様が嘘つきの舌を抜くのに使った道具から、この名前になった。明治になり断面の丸い「洋くぎ」が使われるようになると「えんま」に代わり西洋の「バール」が使われた。

## 形状
基本的に両端部の先端は狭い場所に挿し込むために扁平な形状をしており、一端のみが狭い空間でてこの原理を利用しやすいように90度に曲がっているものが多い。
扁平な先端は釘の頭が引っかかるように切込みがあり、釘抜きとして利用されることが多い。片手で取り扱える小型のものに比べて重量のある長尺のバールを釘抜きと呼ぶことはまれで、時に大工は「大（おお）バール」と呼んで区別する。大バールはてこ専用の工具として90度に曲がっていないものがある。
平バール
短い方の先端がV字に割れていて釘を抜くことができる。V字溝は釘の頭をすくうだけでなく、釘の軸に食い込む構造になっている。もう一方の長い柄の先端部は、薄く平たい形状で木材の接合部の隙間などに差し込めるようにとなっている。ここに釘抜き用のV字溝が付いた物を平バールの尾割れタイプという。
カジヤ（鍛冶屋）
L字の両端が釘抜きになっていて、釘抜き機能に特化したタイプ。ヘッド部はハンマーとしても使える。
三徳釘〆（さんとくくぎじめ）
長手端部が釘の頭が完全に沈むようにするポンチ形状になっている。釘締め、小型ハンマー、釘抜きの機能を備えている。

## 用途
ネイルハンマーというヘッド部に打撃面と釘抜きを備える箱屋金槌にも釘抜きは付いている。金槌よりも衝撃荷重の大きいハンマーが一方向の打撃専用工具であるのに対して、小型バールは打撃・引っ張り・釘抜き・こじ開ける・釘止めした木材を解体するなど複数用途で利用できる利点がある。そのため、木造建物などの小規模な解体では建設重機の届かない狭い場所であっても人力により取り扱える利便性がある。
長さ1m程度よりも大型のものは釘を抜く作業には適していない。主に土木工事でてこの原理を利用して重量物の移動や固着した物体同士の剥離・乖離、または重量を活かして先端部で地面に穴をうがつ用途などに用いられることが多い。ただし、鉄道バールに関してはレール固定の犬釘を抜く関係から釘抜き作業が出来る構造を持っている。

## 法令
日本では、特殊開錠用具の所持の禁止等に関する法律により、次の要件を満たすバールは指定侵入工具と定義されている。
- 作用する部分のいずれかの幅が二センチメートル以上であること。
- 長さが二十四センチメートル以上であること。

指定侵入工具を正当な理由なく隠して携帯することは特殊開錠用具の所持の禁止等に関する法律第四条によって禁じられている。同法第十六条は、この規定に違反した者を、一年以下の懲役または五十万円以下の罰金に処すると定めている。

## 主なメーカー
- 小山刃物製作所（ヒラタ印・モクバ印）
- 土牛産業株式会社
- バクマ工業株式会社[4]
- モトコマ株式会社（MKK）